# Плесчоара (Бузау)
Плесчоара (рум. Plescioara) насеље је у Румунији у округу Бузау у општини Киожду. Oпштина се налази на надморској висини од 652 m.

## Становништво
Према подацима из 2002. године у насељу је живело 177 становника, од којих су сви румунске националности.